# 9878 Sostero
9878 Sostero este un asteroid din centura principală de asteroizi.

## Descriere
9878 Sostero este un asteroid din centura principală de asteroizi. A fost descoperit pe 17 martie 1994 la observatorul astronomic din Farra d'Isonzo. Asteroidul prezintă o orbită caracterizată de o semiaxă mare de 3,09 ua, o excentricitate de 0,13 și o înclinație de 16,4° în raport cu ecliptica.